# Оуклин (Њу Џерзи)
Оуклин (енгл. Oaklyn) град је у америчкој савезној држави Њу Џерзи.

## Демографија
По попису из 2010. године број становника је 4.038, што је 150 (-3,6%) становника мање него 2000. године.
| Група             | 2000.         | 2010.         |
| Белци             | 3.970 (94,8%) | 3.596 (89,1%) |
| Афроамериканци    | 48 (1,1%)     | 100 (2,5%)    |
| Азијати           | 40 (1,0%)     | 73 (1,8%)     |
| Хиспаноамериканци | 97 (2,3%)     | 217 (5,4%)    |
| Укупно            | 4.188         | 4.038         |